# 아파치 액시스2
아파치 액시스2(Apache Axis2)는 웹 서비스를 위한 코어 엔진이다. 널리 사용되는 아파치 액시스 SOAP 스택을 완전히 재설계하고 다시 작성한 것이다. 액시스2의 구현체는 자바와 C로 사용이 가능하다.
액시스2는 웹 서비스 인터페이스를 웹 애플리케이션에 추가하는 기능을 제공한다. 독립 애플리케이션 서버의 기능을 할 수도 있다.